# Cofana maai
Cofana maai är en insektsart som beskrevs av Young 1979. Cofana maai ingår i släktet Cofana och familjen dvärgstritar. Inga underarter finns listade i Catalogue of Life.